# Eriste
Eriste (Grist en patués) es una localidad española perteneciente al municipio de Sahún, en la Ribagorza, provincia de Huesca, Aragón.

## Geografía
La localidad se encuentra a una altitud de 1118 m s. n. m.. En su término aflora un manantial de aguas ferruginosas.

### Urbanismo
También se encuentra aquí el Centro de Interpretación de los Monumentos Naturales los Glaciares del Pirineo Aragonés. La economía local se basa en el turismo.

## Patrimonio
- Iglesia parroquial de San Félix, templo románico construido en el siglo XII aunque remodelado casi completamente en el XVII y posteriormente sufrió una reparación en la que se introdujo cemento en las juntas. Es un edificio de planta rectangular con una nave, capillas laterales y una cabecera recta orientada al este, con torre adosada a la cabecera. [3]
- Ermita de San Esteban de Conques, ubicada cerca de la población de Anciles, es un templo construido a finales del siglo XI en un estilo románico lombardo aunque sufrió modificaciones en época bajomedieval y en el siglo XIX cuando se abrió la portada bajo hastial actual.[4]
- Casa Conques, se trata de una construcción del siglo XIX realizada sobre los restos de un edificio anterior y adosado a una torre del siglo XVI que habría sido la residencia de la rama de los Bardaxí que ostentaba el señorío de Conques.[5]

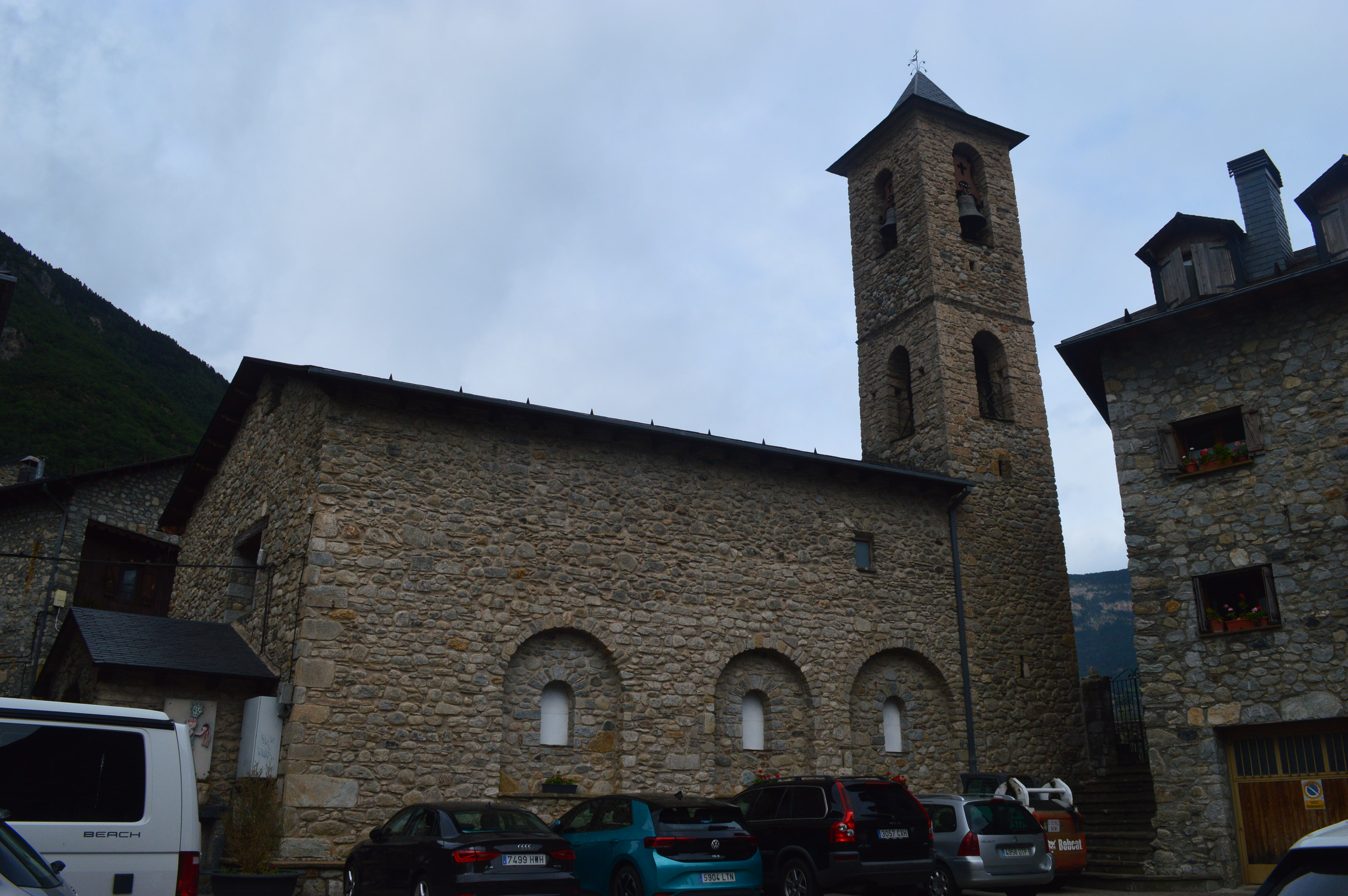
Vista de la iglesia de San Félix de Eriste

## Fiestas
Las fiestas son en honor a San Sebastián el 21 de enero, y a San Félix el 1 de agosto. El día 2 de agosto se baila el tradicional Ball de Grist, al son de las notas del Himno de Riego.

## Rutas
Las siguientes rutas de senderismo pasan por la localidad:
- PR-HU 32 : finaliza aquí su trayecto.
- PR-HU 33 : comienza aquí su trayecto.
- PR-HU 34 : comienza aquí su trayecto.
- PR-HU 35 : comienza aquí su trayecto.
- PR-HU 36 : comienza aquí su trayecto.
- PR-HU 51 : finaliza aquí su trayecto.